# Abdij van Valmagne

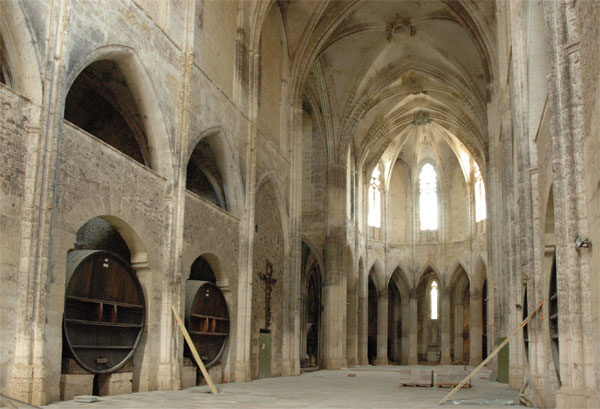
Schip met grote wijnvaten in de zijbeuk

De Abdij van Valmagne (Frans: abbaye de Valmagne) is een voormalige cisterciënzerabdij nabij Villeveyrac in het departement Herault in het zuiden van Frankrijk. Ze staat als historisch monument op de Franse monumentenlijst.
De abdij van Valmagne werd in 1138 gesticht als een abdij van de benedictijnen. Na twintig jaar werd ze per decreet van paus Adrianus IV overgedragen aan de cisterciënzers. Deze situatie bleef tot de Franse Revolutie van kracht, toen de kloosters en abdijen geconfisqueerd werden en hun bezittingen verkocht of vernietigd. Valmagne ontsnapte aan de sloop omdat het complex in 1791 in zijn geheel aan de heer Granier-Joyeuse verkocht werd. Hij verbouwde de abdijkerk tot wijnkelder, waar de wijn in grote eiken vaten bewaard wordt. Tegenwoordig heeft het gebouw nog steeds deze functie.

## Geschiedenis

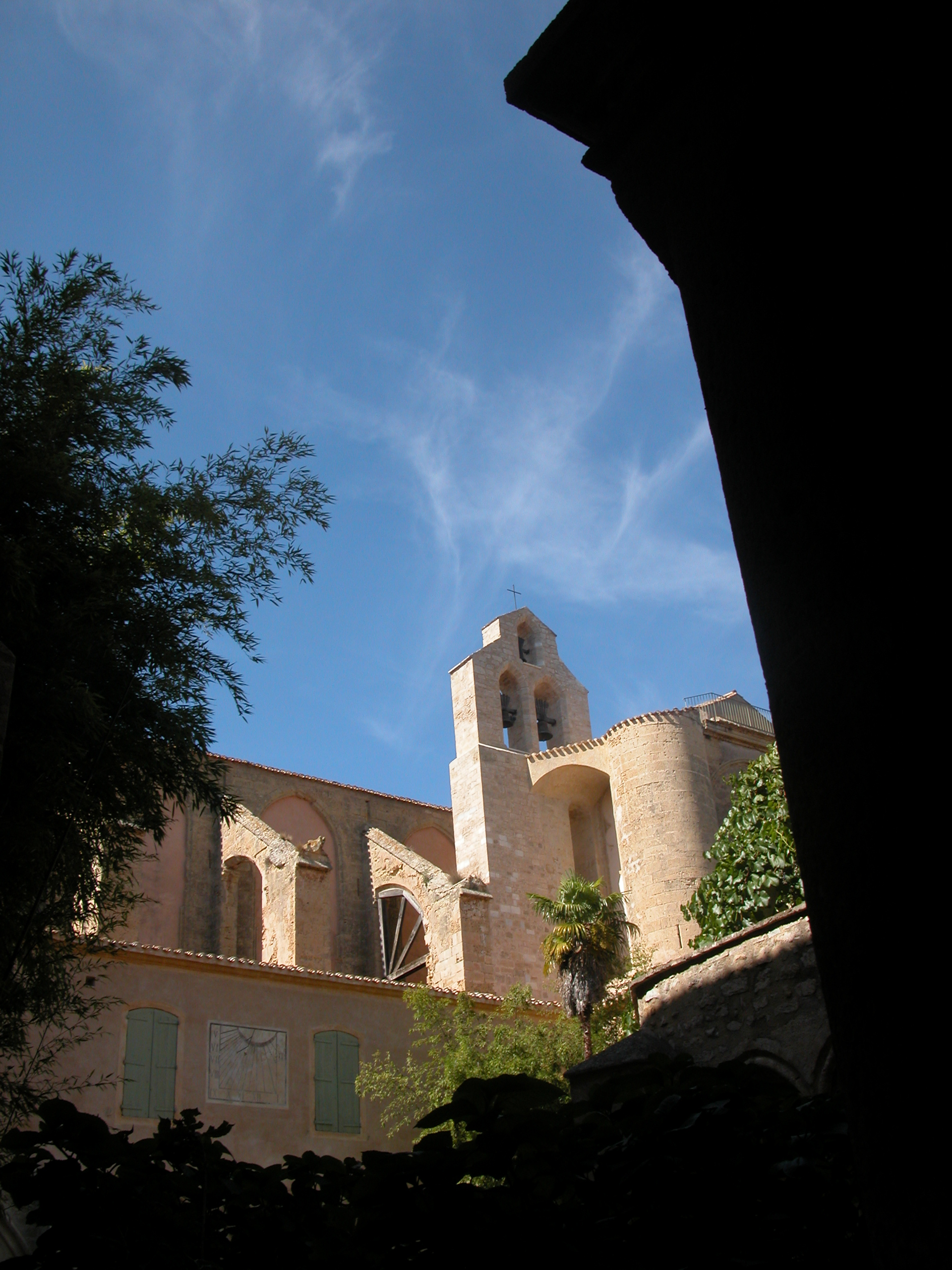
Abdijkerk gezien vanuit de kloostergang

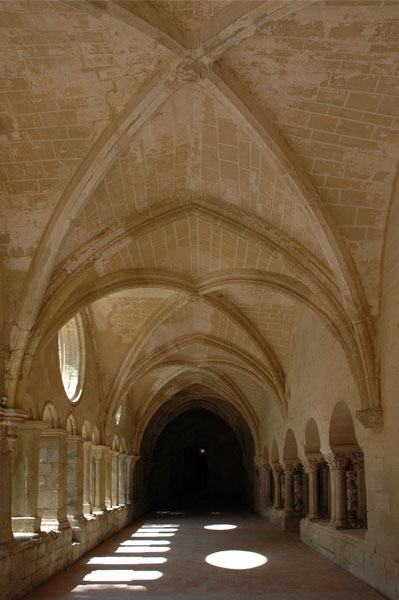
Kloostergang

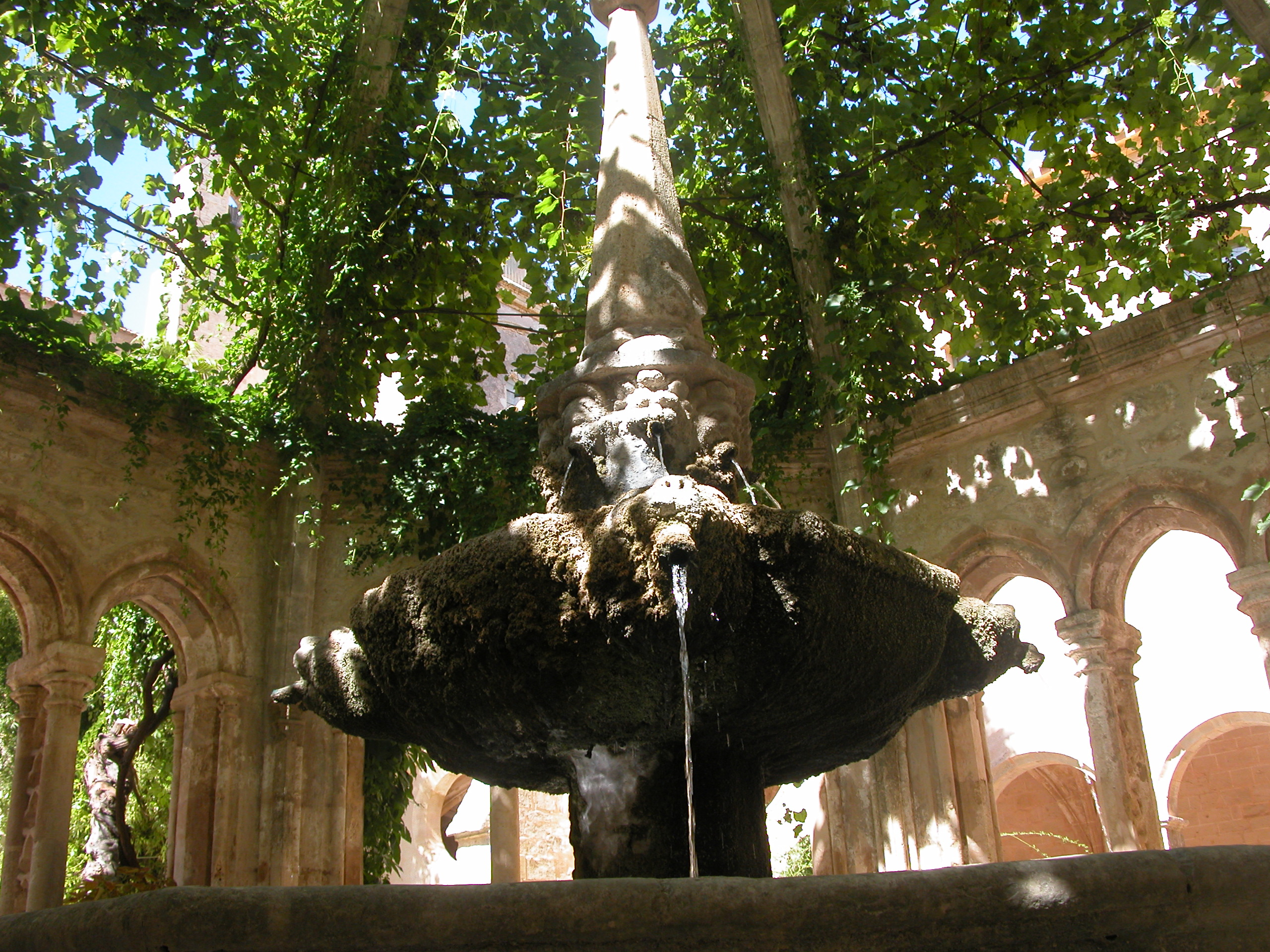
Lavabo

De abdij van Valmagne werd in 1138 gesticht door Raymond Trencavel, burggraaf van Béziers, met monniken van het benedictijnse klooster Ardorel bij Albi. In 1145 verzocht de tweede abt, Pierre, om onder de orde der cisterciënzers geplaatst te worden. Trencavel weigerde dit verzoek, maar paus Adrianus IV bevestigde de band tussen de abdij en de cisterciënzerorde. De abdij aanvaardde de leer van Bernard van Clairvaux en werd ze een dochterklooster van de Abdij van Bonnevaux.
Valmagne maakte in een korte tijd een snelle groei door, omdat de landeigenaren land en geld aan de abdij schonken. De gebouwen werden uitgebreid en er werd door de monniken een wijngaard van 5 ha aangelegd. Valmagne was van de twaalfde eeuw tot de veertiende eeuw een van de rijkste abdijen in zuidelijk Frankrijk en op het hoogtepunt leefden er bijna 300 monniken. Toen door de groei de originele Romaanse kapel te klein werd, kreeg de abdij in 1257 toestemming om een nieuwe kerk te bouwen. Deze werd in veertig jaar tijd in Gotische stijl gebouwd en tegelijkertijd werd het gebrandschilderd glas vernieuwd.
In 1348 trof de Pest het gebied, waarbij veel monniken stierven en vele anderen vluchtten. De abdij ging verder achteruit toen de abdij tijdens de Honderdjarige Oorlog door passerende huursoldaten belegerd en geplunderd werd. De abten konden na de oorlog de oorspronkelijke bloei niet herstellen en daarom werden veel van de landerijen en andere bezittingen verkocht. Vanaf 1477 werden abten van buiten de regio aangewezen. Dit leidde tot oprekken van de religieuze leefregels en afname van de loyaliteit van de abt aan het klooster. Tijdens de Hugenotenoorlogen in de zestiende eeuw was de abdij bijna verlaten. In 1575 werden tijdens een aanval van de hugenoten alle ramen vernietigd en raakten de andere gebouwen op het complex, vooral het klooster, zwaar beschadigd.
In de zeventiende eeuw werden er preventieve maatregelen uitgevoerd en delen van het dak van de kerk werden verstevigd om te voorkomen dat het in zou storten. Het klooster was gerepareerd, maar de abdij was in de schulden geraakt en de abdij had te weinig financiële middelen om alle gebouwen goed te herstellen. Een voorbeeld hiervan was dat de vele gebroken ramen in de kerk niet van nieuw glas voorzien, maar dichtgemetseld werden. De abdij ging in de achttiende eeuw verder achteruit en er woonden steeds minder monniken in de abdij. Tijdens de Franse Revolutie werd de abdij opnieuw geplunderd. Bij deze plundering werden meubels, schilderijen en archieven verbrand. In 1790 verlieten de laatste drie monniken de abdij van Valmagne en de laatste kostbaarheden werden geconfisqueerd. In 1791 werd de abdij verkocht aan de heer Granier-Joyeuse, die de kerk tot een wijnkelder ombouwde. Hij bouwde lange houten vaten in de apsis en de kapellen van de kerk. Na zijn dood werd de voormalige kerk aangekocht door graaf Henri-Amédée-Mercure de Turenne en het complex is nog steeds in bezit van diens familie.

## Gebouwen

### Abdijkerk
De huidige Gotische kerk stamt uit 1257 en is gebouwd op de fundamenten van een kleinere Romaanse kapel met een traditioneel grondplan, met een kruis en een transept, rastervormige kapellen en een halfronde kooromgang. Het schip sluit aan op een narthex die geflankeerd wordt door twee verdedigingstorens. Het gebouw is 83 meter lang, 53 meter breed en 23 meter hoog.

### Klooster
Het gewelfde klooster van Valmagne omringt een grote tuin en binnenplaats met vijf grote bogen aan elke zijde.
De kapittelzaal ligt ten oosten van het klooster en dit gebouw is van de oudste delen van het abdijcomplex. Deze ruimte is bijzonder omdat het slechts een plafond heeft en niet de interne balkons die gebruikelijk zijn voor kapittelzalen in andere kerken.
Ten zuiden van het klooster staat een open achthoekig gebouw, een lavabo of washuis, dat gevoed wordt door een bron. De lavabo staat tegenover het refectorium, zodat de monniken hier hun handen konden wassen voordat ze hun maaltijden nuttigden.

## Wijngaard
De wijngaard is aangelegd in de twaalfde eeuw door de cisterciënzer monniken en is sinds die tijd in gebruik geweest. Tegenwoordig beslaat de wijngaard 75 hectare, waarvan 30 hectare als Appellation d’origine contrôlée goedgekeurd is. Er zijn twee soorten terroir op het complex de eerste op klei- en kalkgronden die door de AOC als witte wijn geclassificeerd is en de tweede op zandsteen- en mergelgronden.

## Afbeeldingen

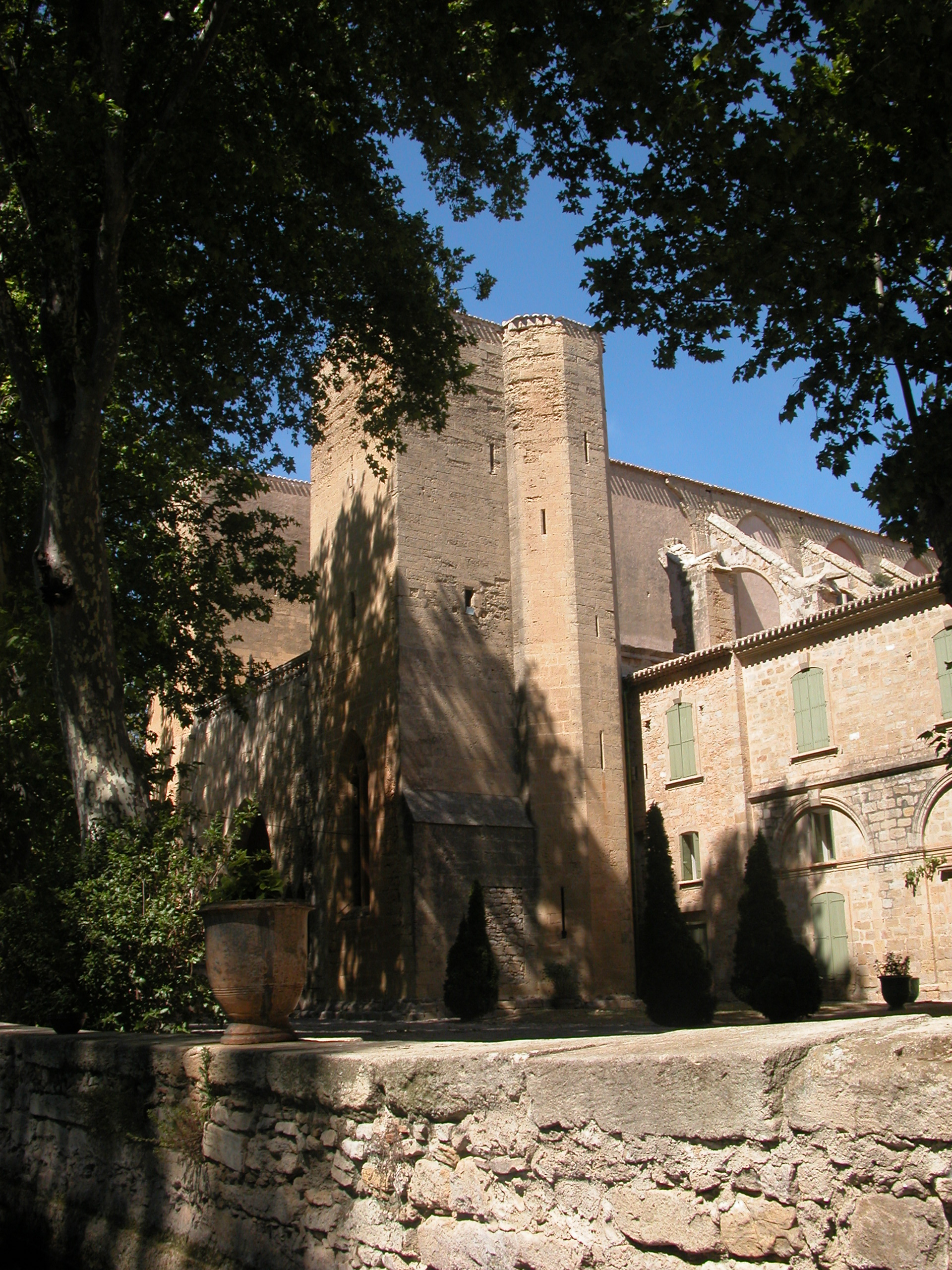
Abdij, gezien vanaf de ingang
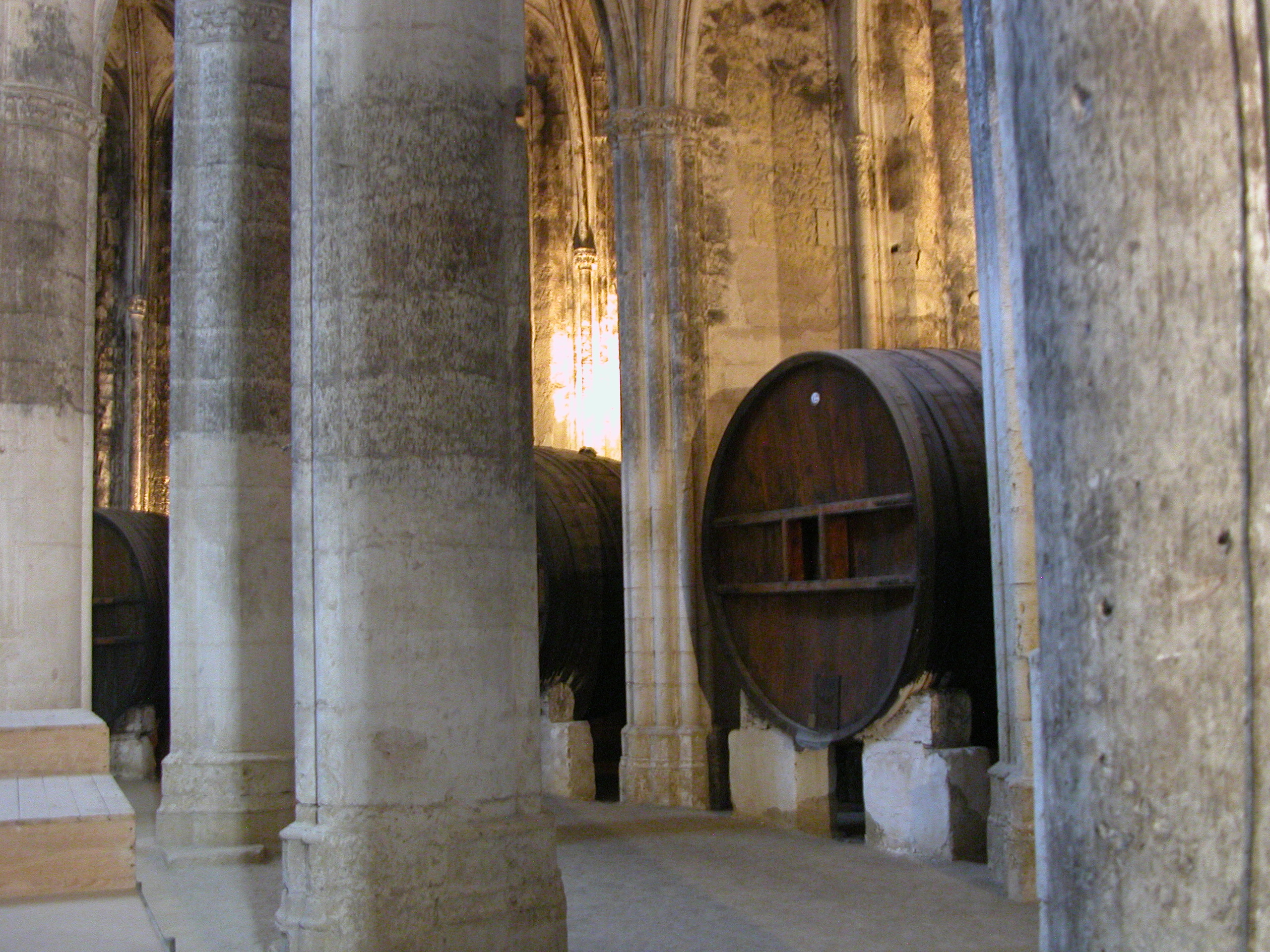
Abdijkerk (veranderd in wijnkelder)
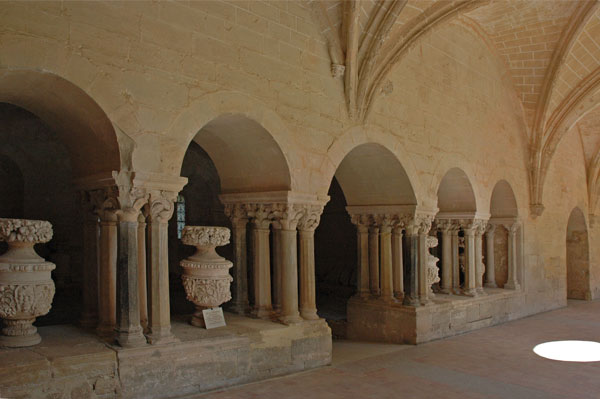
Ingang naar het monnikenverblijf
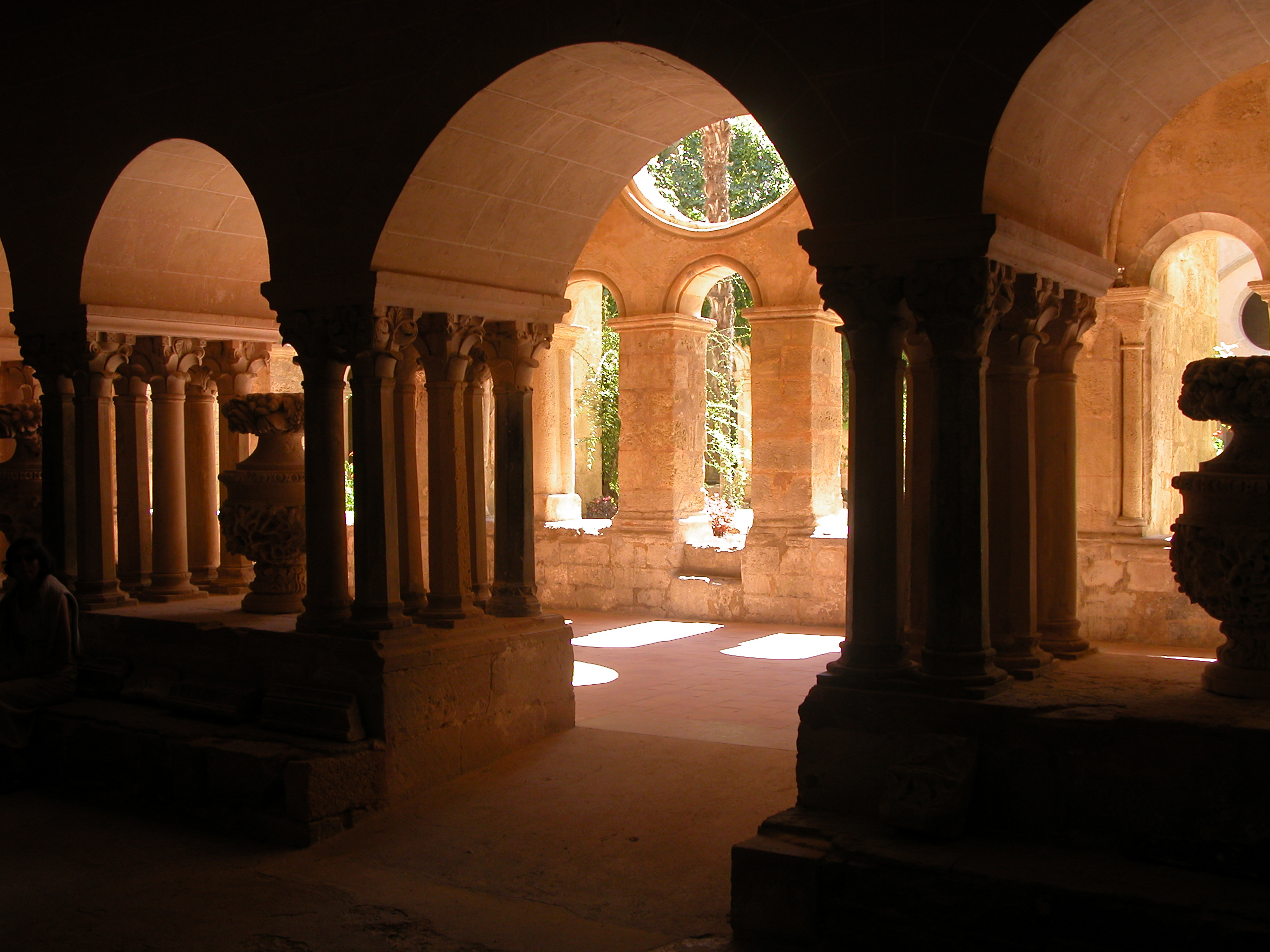
Monnikenverblijf
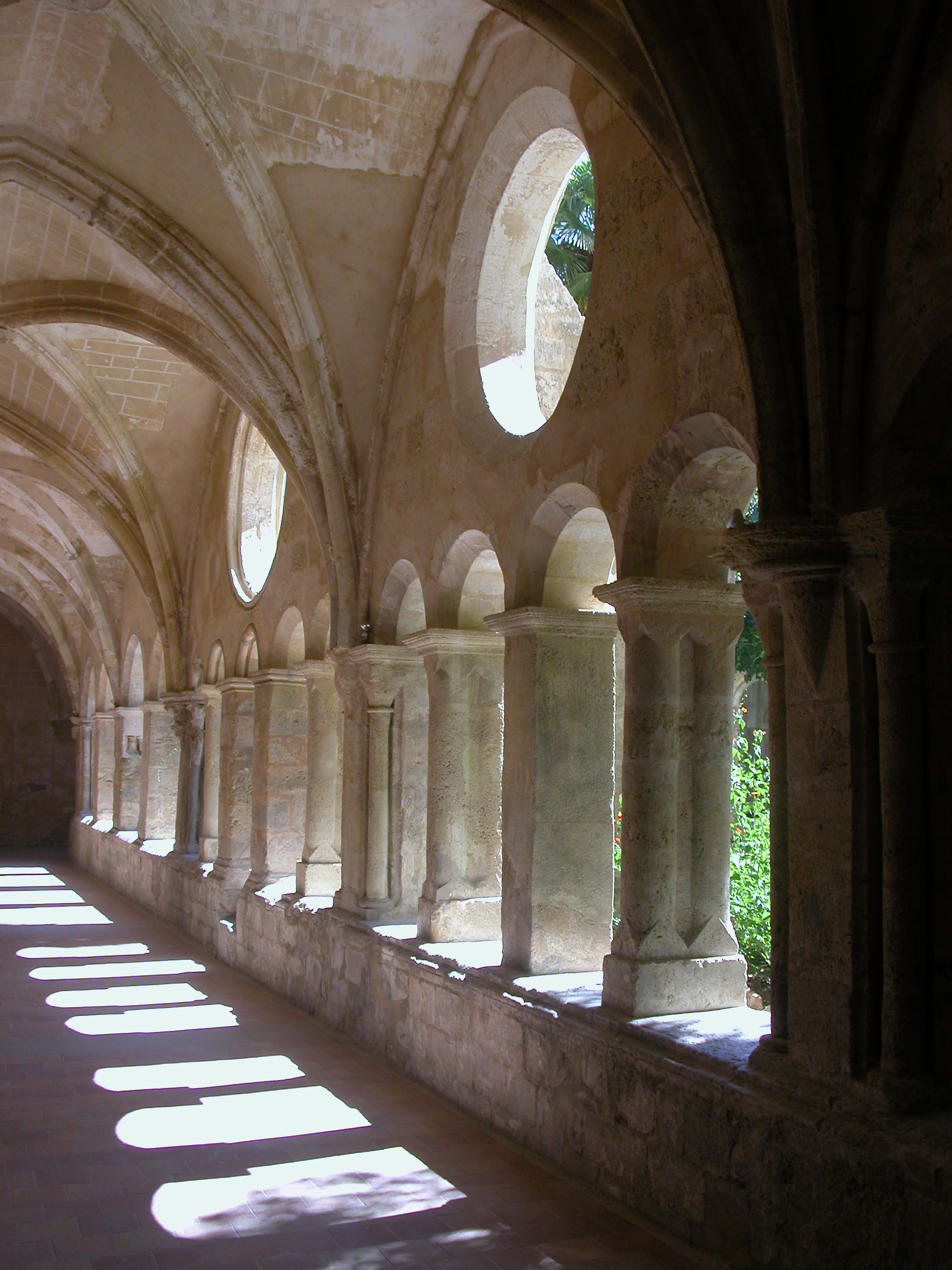
Kloostergang
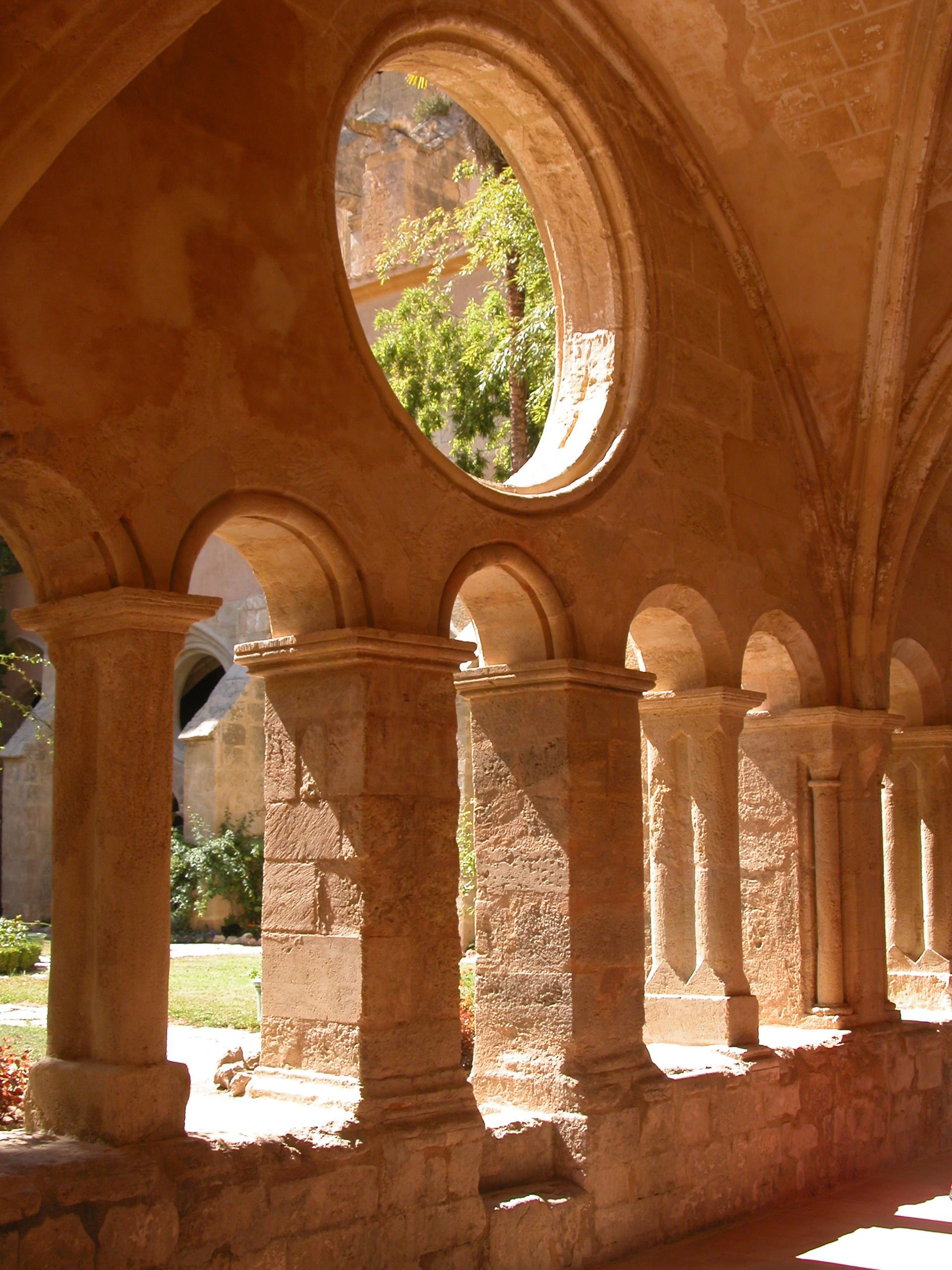
Kloostergang
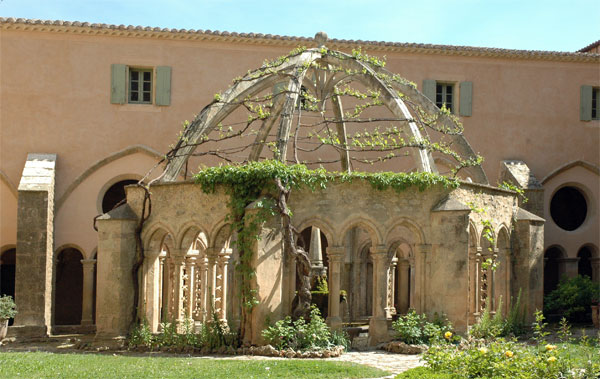
Fontein en lavabo
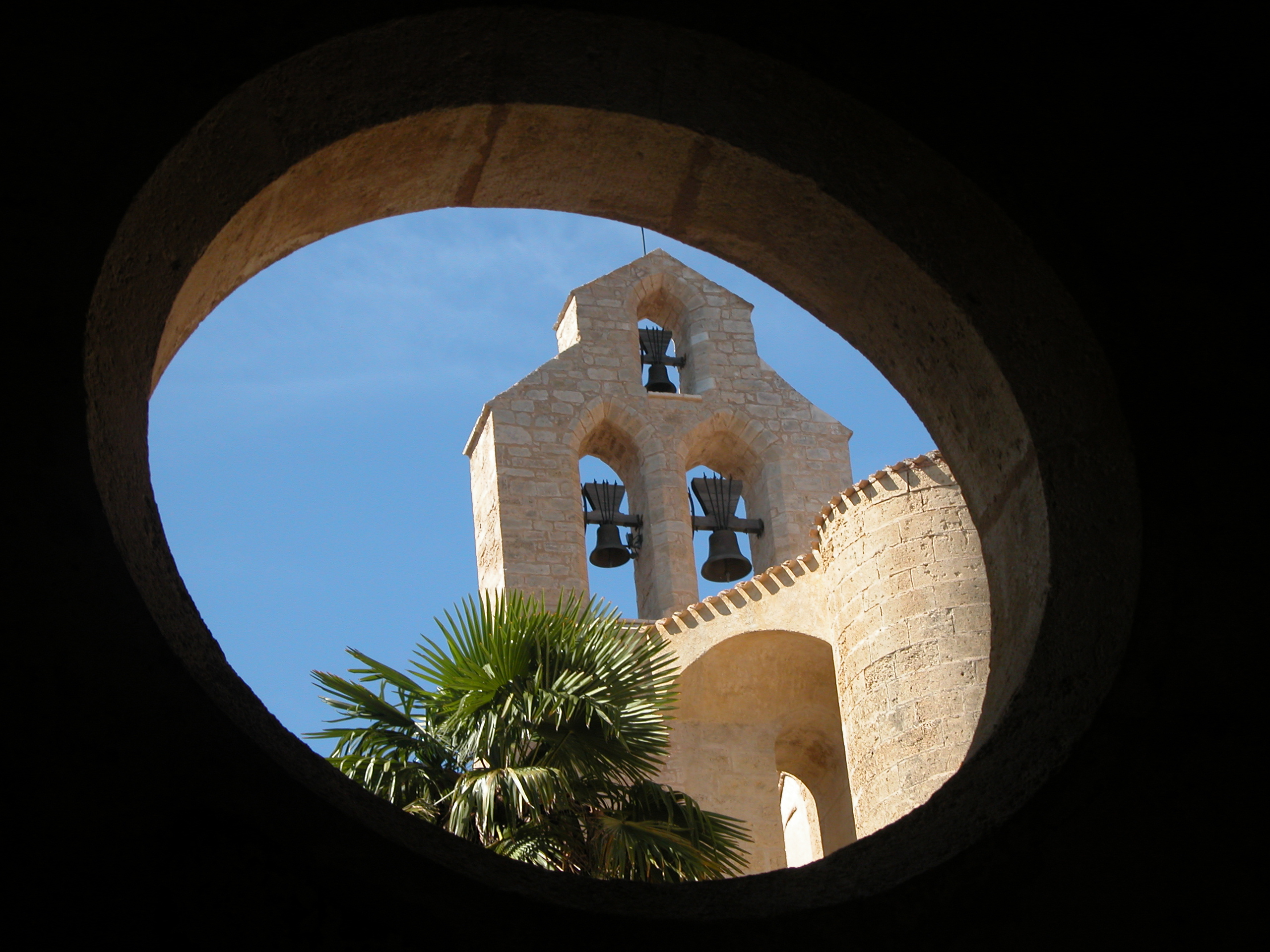
Klokkentoren